# Enej
Enej est un groupe de folk, ska et rock polonais fondé à Olsztyn en 2002. Il chante en polonais et en ukrainien.

## Discographie
- Paparanoja (2015)
- Folkhorod (2012)
- Enej – XVII Przystanek Woodstock 2011 (2011)
- Folkorabel (2010)
- Ulice (2008)